# Одарюк Володимир Сергійович
Володимир Сергійович Одарюк (13 лютого 1994) — український футболіст, нападник СК«Полтава».

## Біографія

### Ранні роки
Вихованець ДЮСШ полтавської «Ворскли». З 2008 по 2011 провів 50 матчів і забив 19 м'ячів у чемпіонаті ДЮФЛ.

### Клубна кар'єра
5 вересня 2012 року дебютував за юніорську команду «Ворскли» у виїзній грі проти ужгородської «Говерли», всього в результаті провівши за склад U-19 21 матч і забив 2 голи. За молодіжну (U-21) команду дебютував 30 листопада 2012 року у виїзному поєдинку проти львівських «Карпат». У сезоні 2014/15 став бронзовим призером молодіжного чемпіонату України.
18 жовтня 2015 року дебютував в основному складі «Ворскли» у виїзному матчі Прем'єр-ліги проти львівських «Карпат», вийшовши на заміну замість Санжара Турсунова на 11-й компенсованій хвилині другого тайму.
У серпні 2020 року був представлений як гравець «Миколаєва». У складі «корабелів» у Першій лізі дебютував 5 вересня 2020 року в грі проти «Кристала». Всього за сезон 2020/21 в усіх турнірах провів за клуб 31 матч і забив 8 голів, втім по його завершенні через фінансові проблеми команда була відправлена до другої ліги, а Одарюк покинув клуб.
20 липня 2021 року Володимир підписав однорічний контракт з прем'єрліговою «Олександрією».

## Статистика
Станом на кінець сезону 2020/21
| Клуб           | Ліга         | Сезон   | Чемпіонат | Чемпіонат | Кубок | Кубок | Дубль | Дубль |
| Клуб           | Ліга         | Сезон   | Ігри      | Голи      | Ігри  | Голи  | Ігри  | Голи  |
| -------------- | ------------ | ------- | --------- | --------- | ----- | ----- | ----- | ----- |
| Ворскла        | Прем'єр-ліга | 2012/13 |           |           |       |       | 2     | 1     |
| Ворскла        | Прем'єр-ліга | 2013/14 |           |           |       |       | 26    | 1     |
| Ворскла        | Прем'єр-ліга | 2014/15 |           |           |       |       | 26    | 3     |
| Ворскла        | Прем'єр-ліга | 2015/16 | 1         | 0         |       |       | 22    | 8     |
| Ворскла        | Прем'єр-ліга | 2016/17 | 18        | 1         | 1     | 0     | 11    | 1     |
| Ворскла        | Прем'єр-ліга | 2017/18 | 26        | 1         | 3     | 0     | 2     | 0     |
| Ворскла        | Прем'єр-ліга | 2018/19 | 3         | 0         | 9     | 2     | 10    | 0     |
| «Гірник-спорт» | Перша ліга   | 2018/19 | 10        | 0         |       |       |       |       |
| «Гірник-спорт» | Перша ліга   | 2019/20 | 19        | 0         | 3     | 0     |       |       |
| «Миколаїв»     | Перша ліга   | 2020/21 | 28        | 7         | 3     | 1     |       |       |